# Euxoa tessellata
Euxoa tessellata är en fjärilsart som beskrevs av Harris 1841. Euxoa tessellata ingår i släktet Euxoa och familjen nattflyn. Inga underarter finns listade i Catalogue of Life.